# Pratt & Whitney JT3D
Pratt & Whitney JT3D (военное обозначение — TF33) — первый турбовентиляторный двигатель производства Pratt & Whitney. Является дальнейшим развитием турбореактивного двигателя JT3C. Первый образец был выпущен в 1958 году, а в 1959 году был первый полёт самолёта с данными двигателями, которым стал B-45 Tornado. Производство велось до 1985 года, а всего было построено более восьми с половиной тысяч двигателей. В настоящее время они в основном используются в военной авиации (TF33).

## История
В Pratt & Whitney было известно о создании турбовентиляторного Rolls-Royce Conway, который мог составить серьёзную конкуренцию, поэтому американская компания начала разработку собственного турбовентиляторного двигателя JT3D для установки на поздних Boeing 707 и Douglas DC-8, взяв при этом за основу хорошо себя зарекомендовавший JT3C. В нём был применён двухступенчатый компрессор от опытного ядерного реактивного двигателя J91, при этом в компрессоре низкого давления число ступеней повысили с трёх до восьми, а в турбине низкого давления расширили вторую ступень и добавили третью. На самолётах «Боинг» гондола компрессора была относительно короткой, тогда как на «Дугласах» уже была в полную длину. Компанией Pratt & Whitney был разработан комплект, с помощью которого можно было двигатели JT3C переделать в JT3D.

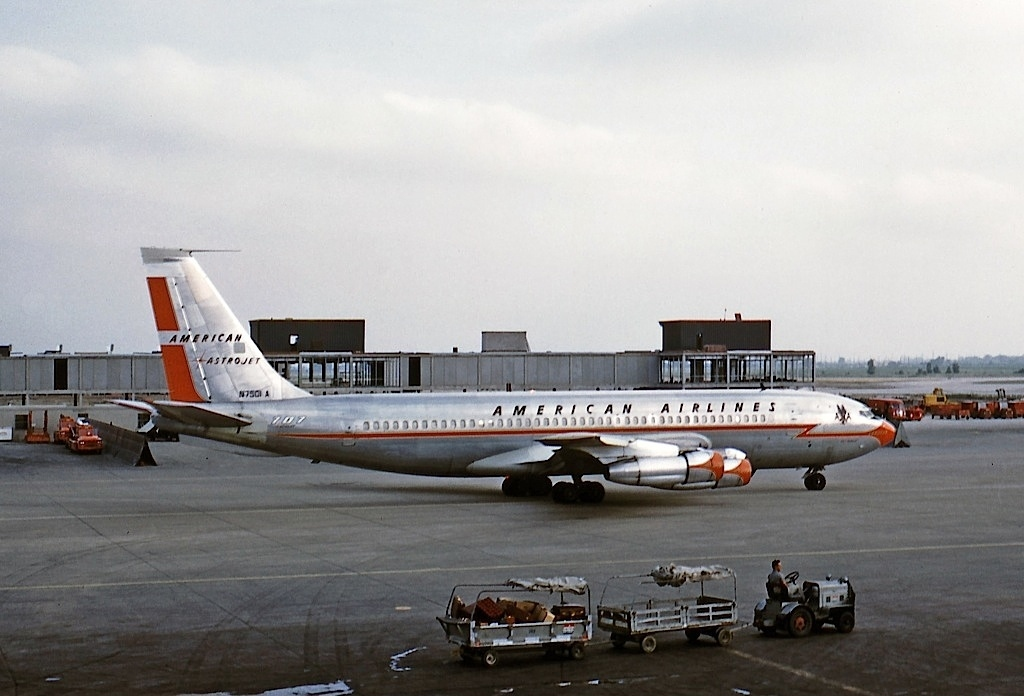
Boeing 707-123B компании American Airlines

В 1959 году компания American Airlines заказала один Boeing 707-120B (а точнее — 707-123B) оборудованный данными двигателями, а KLM — один DC-8. Изначально на этих двух авиалайнерах применяли турбореактивные JT3C, но турбовентиляторные двигатели были более эффективны, что привлекло внимание авиакомпаний к оборудованным турбовентиляторными двигателями Boeing 707-123B и Boeing 720-023B (индекс B означал применение турбовентиляторных двигателей). Первый полёт Boeing 707-120B состоялся 22 июня 1960 года, а 12 марта 1961 года началась его эксплуатация. Впоследствии несколько ранее выпущенных 707-х были переделаны в модель B.
После отставки избытка 707-х на хранение, ВВС США выкупила несколько из них, а затем использовала их двигатели (под обозначением TF33) на KC-135A. Всего были так переоборудованы полторы сотни самолётов, которые получили обозначение KC-135E. Из-за высокого шума при работе, впоследствии JT3D стали заменять на более тихие CFM International CFM56. В настоящее время наиболее успешно двигатели TF33 применяются на Boeing B-52H Stratofortress.

## Варианты

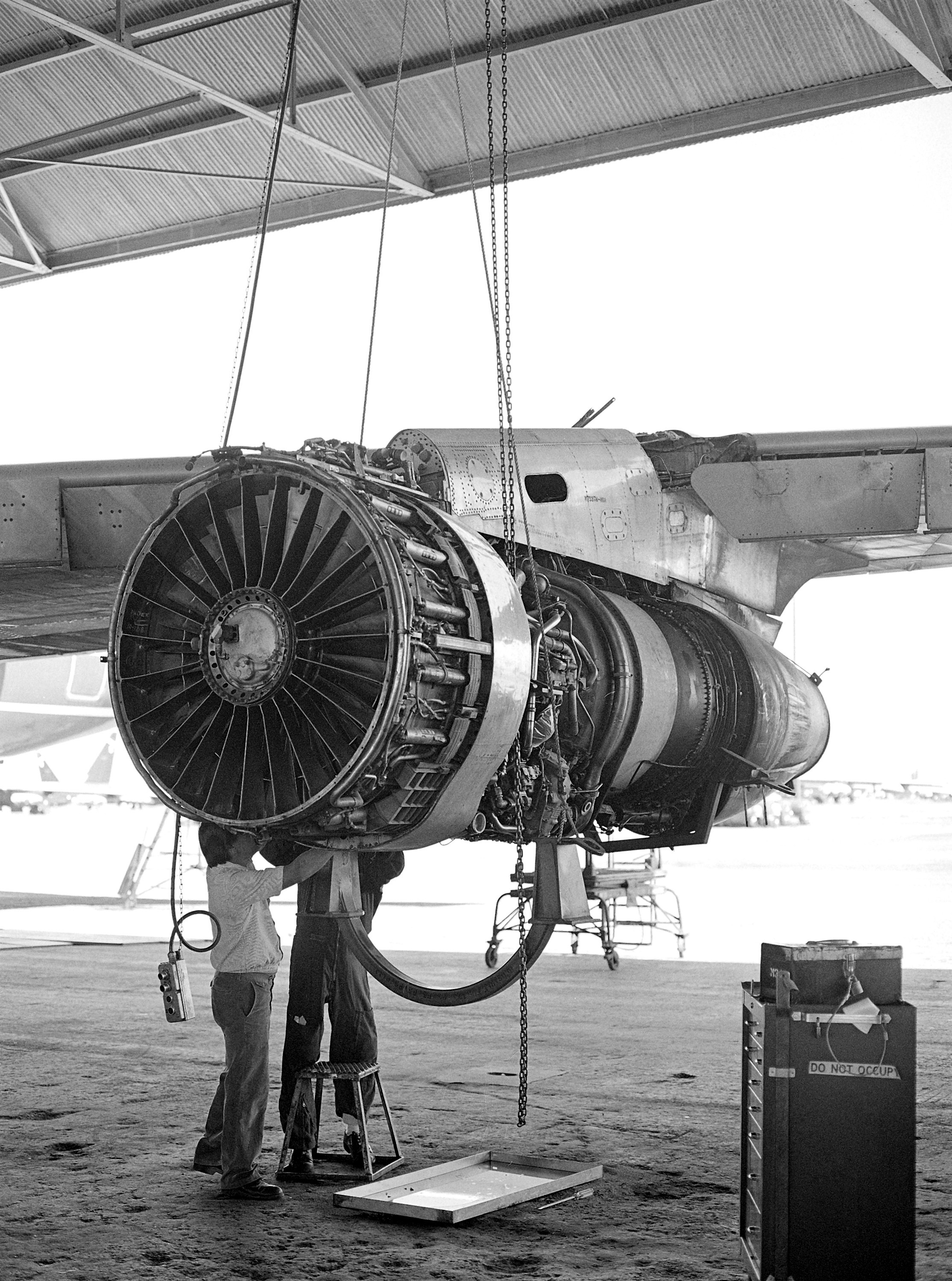
Двое рабочих устанавливают двигатель TF33 (JT3D с 707-го) на KC-135 Stratotanker

JT3D-1Сила тяги 17 000 фунтов, гражданская версия (водяное охлаждение)
JT3D-2(TF33-P-3) Сила тяги 17 000 фунтов
JT3D-3Сила тяги 18 000 фунтов, (водяное охлаждение)
JT3D-3A(TF33-P-5) Сила тяги 18 000 фунтов
JT3D-3BСила тяги 18 000 фунтов, гражданская версия
JT3D-5A(TF33-P-7) Сила тяги 18 000 фунтов (водяное охлаждение)
JT3D-8A(TF33-P-7) Сила тяги 18 000 фунтов (водяное охлаждение)
JT3D-7Сила тяги 19 000 фунтов, гражданская версия
JT3D-15Сила тяги 22 500 фунтов, гражданская версия, предназначался для так и не построенного Boeing 707-820
TF33-P-3Сила тяги 17 000 фунтов, для Boeing B-52H Stratofortress
TF33-P-5Сила тяги 18 000 фунтов, для Boeing KC-135 Stratotanker
TF33-P-7Сила тяги 21 000 фунтов, для Lockheed C-141 Starlifter
TF33-P-11Сила тяги 16 000 фунтов, для Martin B-57 Canberra

## Применение
JT3D (гражданский)

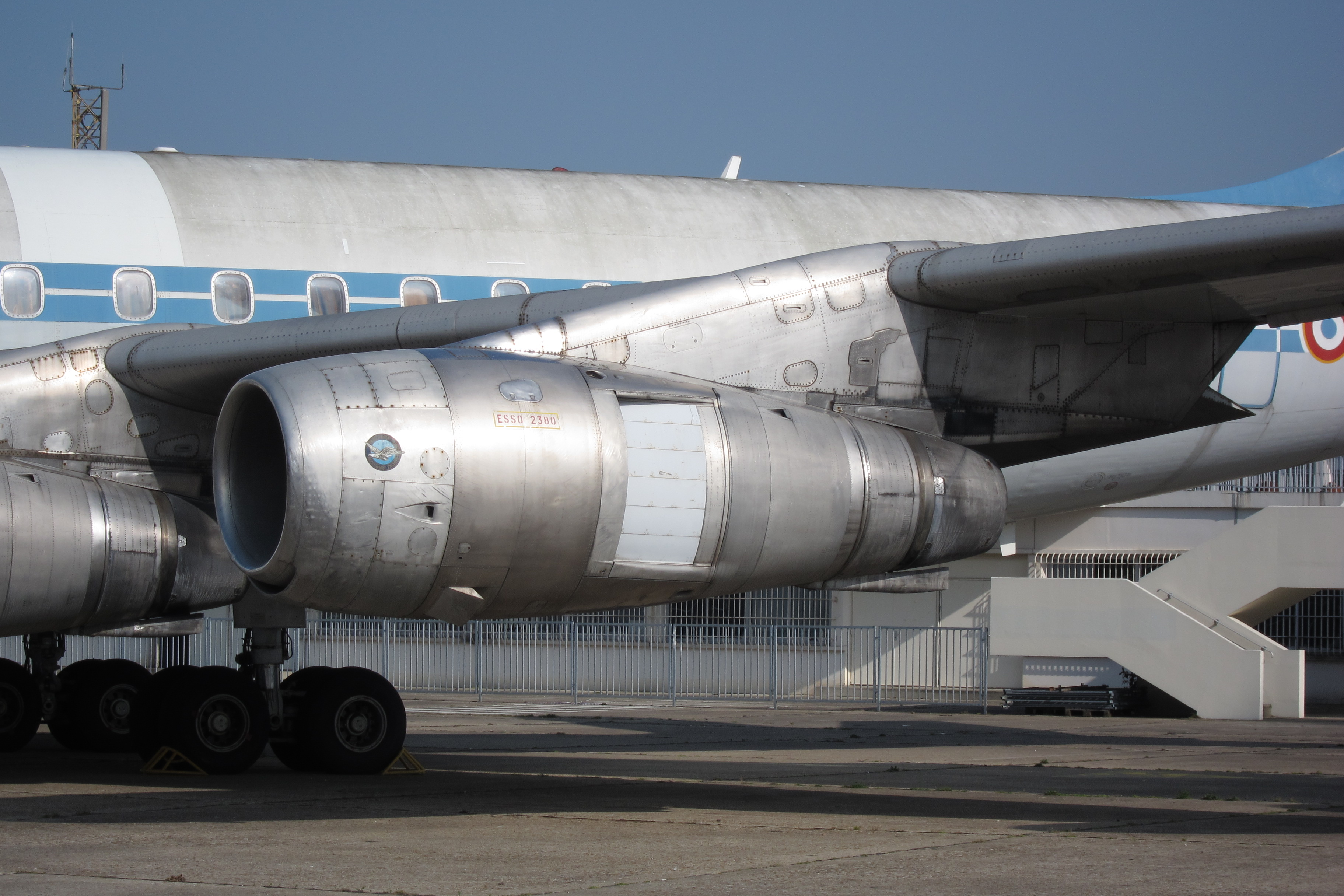
JT3D на Douglas DC-8

- Boeing 707 (модели 707-120B, 707-320B/C и 707-323C)
- Douglas DC-8 (модели DC-8-50, DC-8-60 и DC-8F)
- Shanghai Y-10

TF33 (военный)
- B-52 Stratofortress
- Boeing C-18
- C-135E Stratolifter
- E-3 Sentry
- E-8 Joint STARS
- KC-135E Stratotanker (JT3D снятые с авиалайнеров B-707)
- VC-137B/C Stratoliner
- C-141 Starlifter
- Martin RB-57F